# La hija de la noche
La hija de la noche es un libro de la escritora española Laura Gallego García, que fue publicado en el 2004 por la editorial Edebé.

## Formato
En la portada del libro aparece el título del libro y el nombre de la autora es . También hay una imagen, que ocupa la mayor parte de la portada, de un paisaje de un campo con restos de nieve atardeciendo con la silueta de un carro antiguo arrastrado por un esbelto caballo.
En la contraportada aparece la palabra periscopio (el nombre de la colección) y la sinopsis del libro.
Argumento
Todo empezó con la llegada de Isabelle al pueblo de Beaufort. Isabelle había vivdo en el pueblo, y tenía muy mala fam por haberse ido con 14 años a perseguir a su amado Philippe de Latour, el hijo de un marqués. A su regreso, compró una mansión en las afueras del pueblo, donde vivió apartada con su criado Mijaíl. Las 5 comadres del pueblo, curiosas por lo que hacía Isabelle, fueron a visitarla, pero al ver que no podía recibirlas por su escaso mobiliario, se fueron. Pero dos comadres volvieron en busca de un chal que habían perdido. 
Cuando encontraron el chal y lo cogieron oyeron, de repente, un grito inhumano. Para el grito nadie tuvo una explicación lógica, ni tampoco para la muerte de una vaca totalmente desangrada en la granja del señor Morillon. El gendarme, Maximilien Grillet intentó investigar sobre el asunto, pero no consiguió mucho. La gente del pueblo, con miedo a la “bestia chupasangre
”, decidió organizar una batida para encontrarla, pero no tuvieron suerte. Entonces, Jerôme, un niño del pueblo, intrigado, decidió ir a espiar qué ocurría en casa de Isabelle, la mansión Grisard. Fue de noche y vio, a través de un ventanuco que daba al sótano, a Isabelle y Mijail con un cuchillo ensangrentado encima de una mesa. Al ver esto, Jerôme se asustó y volvió de nuevo a la mansión con dos amigos para averiguar qué era lo que se ocultaba. Pero esta vez entraron en el sótano. 
Allí, Jerôme, antes de huir de la mansión, creyó oír a alguien respirar. Los tres amigos corrían de vuelta al pueblo, cuando vieron una persona en el camino. Asustados por si los pillaban, Jerôme y uno de sus compañeros se lanzaron a la cuneta de la carretera, mientras el otro se escondía entre las sombras. Pero de repente, este tercero, vio cómo una bestia con grandes colmillos y ojos rojos se le tiraba encima. En un estado de “shock” había quedado el niño que había visto la bestia, y a Jerôme le tuvieron que entablillar la pierna. Pero Jerôme estaba decidido a descubrir qué ocurría en esa casa y volvió. Cuando el padre de Jêrome se dio cuenta de que su hijo se había ido fue, junto a Max, el encargado de la gendarmería, que estaba al corriente de todo lo que ocurría en Beaufort, a la mansión Grisard. Allí cerca, encontraron a Mijail con Jerôme inconsciente en sus brazos. 
Enseguida, el padre de Jerôme fue a buscar ayuda en el pueblo, pero Max, que se dio cuenta de lo que realmente ocurría, volvió en caballo a la mansión. Allí Isabelle, al ver que Max que ya sabía la verdad, decidió enseñarle su secreto. Bajaron al sótano. 
Entonces Isabelle corrió una pared, y Max pudo ver lo que había. Allí dentro estaba Philippe de Latour, según Isabelle y Martin Dagenham, convertido en vampiro. Pero aquel vampiro era diferente, era racional, y podía controlar sus instintos, hasta podía hablar. No tenían tiempo; todo el pueblo de Beaufort se dirigía hacia ellos con malas intenciones. Decidió entonces Max que cogieran su caballo y escaparan. Pero hacia ellos aún se dirigía el pueblo, que solo se calmó al ver que Jerôme estaba bien, gracias a una persona especialista en vampiros que le curó. Después de estos extraordinarios sucesos la calma regresó de nuevo al pueblo de Beaufort, que volvió a su diaria y aburrida rutina.